# ميا فلورنتين وايس
ميا فلورنتين وايس (بالألمانية: Mia Florentine Weiss)‏ هي فنانة أداء ألمانية، ولدت في 1980 في فورتسبورغ في ألمانيا.

## وصلات خارجية
- ميا فلورنتين وايس على موقع IMDb (الإنجليزية)
- ميا فلورنتين وايس على موقع قاعدة بيانات الفيلم (الإنجليزية)